# Muammar Z.A.
Muammar Zainal Asyikin (Arabisch: معمر زين العاشقين), vaak verkort tot Muammar Z.A. (Pemalang, Midden-Java, Indonesië, 14 juni 1954) is een vooraanstaande qari (voordrager van de Koran) en hafiz. In 1979 en 1986 behaalde hij de eerste plaats in de internationale Koranvoordrachtcompetitie. In 2002 vestigde hij een pesantren (islamitische kostschool) in Cipondoh in Tangerang.